# The S.O.S. Band
The S.O.S. Band (anche solo S.O.S. Band) sono un gruppo musicale statunitense attivo dal 1977.

## Storia della band
Il gruppo fu fondato nel 1977 ad Atlanta dai musicisti Mary Davis, Jason "T.C." Bryant, Billy R. Ellis e James Earl Jones III come Sounds Of Santa Monica. Scoperti da Milton Lamar, proprietario del club dove erano soliti esibirsi e in seguito divenuto loro manager, furono scritturati dalla Tabu Records e in seguito all'ingresso di 3 nuovi elementi cambiarono il loro nome in S.O.S. Band (acronimo di Sounds Of Success).
Il loro esordio discografico fu immediatamente baciato dal successo, con il loro singolo Take Your Time (Do It Right) che arrivò al primo posto della Hot R&B/Hip-Hop Songs e al terzo della Billboard Hot 100. Nonostante non riuscirono mai a eguagliare il successo del primo singolo, ebbero altre numerose hit, tra cui Just Be Good to Me e The Finest, entrambe arrivate al secondo posto della Hot R&B/Hip-Hop Songs. Nel 1987 la voce del gruppo, Mary Davis, lasciò la band per intraprendere una carriera da solista. Il gruppo si rimise insieme a metà degli anni novanta in occasione di un tour.

## Discografia

### Album
Album in studio
- 1980: S.O.S.  (Tabu)
- 1981: Too  (Tabu)
- 1982: III  (Tabu)
- 1983: On The Rise  (Tabu /CBS)
- 1984: Just The Way You Like It (Tabu)
- 1986: Sands Of Time  (Tabu)
- 1989: Diamonds In The Raw (Tabu)
- 1991: One Of Many Nights  (Tabu)

Raccolte
- 1985: S.O.S. Band Compilation
- 1987: 1980 - 1987... The Hits Mixes
- 1989: In One Go
- 1990: The Very Best Of (1980–1990: A Decade of Dance Hits)
- 1995: The Best of S.O.S. Band
- 2004: Greatest Hits
- 2011: Icon
- 2014: Very Best Of
- 2014: The Tabu Anthology (10 CD)
- 2015: Greatest

### Singoli
| Anno                                                                                             | Titolo                                            | Posizione più alta in classifica | Posizione più alta in classifica | Posizione più alta in classifica | Posizione più alta in classifica | Posizione più alta in classifica | Posizione più alta in classifica | Posizione più alta in classifica | Posizione più alta in classifica | Posizione più alta in classifica | Posizione più alta in classifica | Posizione più alta in classifica | Posizione più alta in classifica | Posizione più alta in classifica |
| Anno                                                                                             | Titolo                                            | US                               | US R&B                           | US Dan                           | AUS                              | BEL                              | CAN                              | GER                              | IRE                              | NLD                              | NZ                               | NOR                              | SWE                              | UK                               |
| ------------------------------------------------------------------------------------------------ | ------------------------------------------------- | -------------------------------- | -------------------------------- | -------------------------------- | -------------------------------- | -------------------------------- | -------------------------------- | -------------------------------- | -------------------------------- | -------------------------------- | -------------------------------- | -------------------------------- | -------------------------------- | -------------------------------- |
| 1980                                                                                             | "Take Your Time (Do It Right)"                    | 3                                | 1                                | 1                                | 40                               | 19                               | 27                               | 40                               | —                                | 26                               | 3                                | 10                               | 20                               | 51                               |
| 1980                                                                                             | "S.O.S. (Dit Dit Dit Dash Dash Dash Dit Dit Dit)" | —                                | 20                               | 54                               | —                                | —                                | —                                | —                                | —                                | —                                | —                                | —                                | —                                | —                                |
| 1981                                                                                             | "What's Wrong with Our Love Affair?"              | —                                | 87                               | —                                | —                                | —                                | —                                | —                                | —                                | —                                | —                                | —                                | —                                | —                                |
| 1981                                                                                             | "Do It Now (Part 1)"                              | —                                | 15                               | —                                | —                                | —                                | —                                | —                                | —                                | —                                | —                                | —                                | —                                | —                                |
| 1981                                                                                             | "You"                                             | —                                | 64                               | —                                | —                                | —                                | —                                | —                                | —                                | —                                | —                                | —                                | —                                | —                                |
| 1982                                                                                             | "High Hopes"                                      | —                                | 25                               | 49                               | —                                | —                                | —                                | —                                | —                                | —                                | —                                | —                                | —                                | —                                |
| 1983                                                                                             | "Have It Your Way"                                | —                                | 57                               | —                                | —                                | —                                | —                                | —                                | —                                | —                                | —                                | —                                | —                                | —                                |
| 1983                                                                                             | "Groovin' (That's What We're Doin')"              | —                                | —                                | 47                               | —                                | —                                | —                                | —                                | —                                | —                                | —                                | —                                | —                                | 72                               |
| 1983                                                                                             | "Just Be Good to Me"                              | 55                               | 2                                | 3                                | 17                               | 29                               | —                                | —                                | 21                               | 22                               | 10                               | —                                | —                                | 13                               |
| 1983                                                                                             | "Tell Me If You Still Care"                       | 65                               | 5                                | —                                | —                                | —                                | —                                | —                                | —                                | 39                               | —                                | —                                | —                                | 81                               |
| 1984                                                                                             | "For Your Love"                                   | —                                | 34                               | 26                               | —                                | —                                | —                                | —                                | —                                | —                                | —                                | —                                | —                                | —                                |
| 1984                                                                                             | "Just the Way You Like It"                        | 64                               | 6                                | 26                               | —                                | —                                | —                                | 34                               | —                                | 42                               | 50                               | —                                | —                                | 32                               |
| 1984                                                                                             | "No One's Gonna Love You"                         | 102                              | 15                               | —                                | —                                | —                                | —                                | —                                | —                                | —                                | —                                | —                                | —                                | —                                |
| 1985                                                                                             | "Weekend Girl"                                    | —                                | 40                               | —                                | —                                | —                                | —                                | —                                | —                                | —                                | —                                | —                                | —                                | 51                               |
| 1985                                                                                             | "Break Up"                                        | —                                | —                                | —                                | —                                | —                                | —                                | —                                | —                                | —                                | —                                | —                                | —                                | —                                |
| 1986                                                                                             | "The Finest"                                      | 44                               | 2                                | 8                                | —                                | 20                               | —                                | 26                               | 28                               | 34                               | 13                               | —                                | —                                | 17                               |
| 1986                                                                                             | "Borrowed Love"                                   | —                                | 14                               | 26                               | —                                | 25                               | —                                | 37                               | —                                | 22                               | —                                | —                                | —                                | 50                               |
| 1986                                                                                             | "Even When You Sleep"                             | —                                | 34                               | —                                | —                                | —                                | —                                | —                                | —                                | —                                | —                                | —                                | —                                | —                                |
| 1987                                                                                             | "No Lies"                                         | —                                | 43                               | 2                                | 83                               | —                                | —                                | —                                | —                                | —                                | —                                | —                                | —                                | 64                               |
| 1988                                                                                             | "The Official Bootleg Mega-Mix"                   | —                                | —                                | —                                | —                                | —                                | —                                | 33                               | —                                | —                                | —                                | —                                | —                                | —                                |
| 1989                                                                                             | "I'm Still Missing Your Love"                     | —                                | 7                                | —                                | —                                | —                                | —                                | —                                | —                                | 25                               | —                                | —                                | —                                | —                                |
| 1990                                                                                             | "Secret Wish"                                     | —                                | 38                               | —                                | —                                | —                                | —                                | —                                | —                                | —                                | —                                | —                                | —                                | —                                |
| 1990                                                                                             | "Do You Love Me?"                                 | —                                | —                                | —                                | —                                | —                                | —                                | —                                | —                                | —                                | —                                | —                                | —                                | —                                |
| 1991                                                                                             | "Sometimes I Wonder"                              | —                                | 12                               | —                                | —                                | —                                | —                                | —                                | —                                | —                                | —                                | —                                | —                                | —                                |
| 1991                                                                                             | "Broken Promises"                                 | —                                | —                                | —                                | —                                | —                                | —                                | —                                | —                                | —                                | —                                | —                                | —                                | —                                |
| 2014                                                                                             | "Just Get Ready"                                  | —                                | —                                | —                                | —                                | —                                | —                                | —                                | —                                | —                                | —                                | —                                | —                                | —                                |
| "—" indica una incisione che non è entrata in classifica o non è stata pubblicata in quel paese. |                                                   |                                  |                                  |                                  |                                  |                                  |                                  |                                  |                                  |                                  |                                  |                                  |                                  |                                  |